# Brigitte Grothum

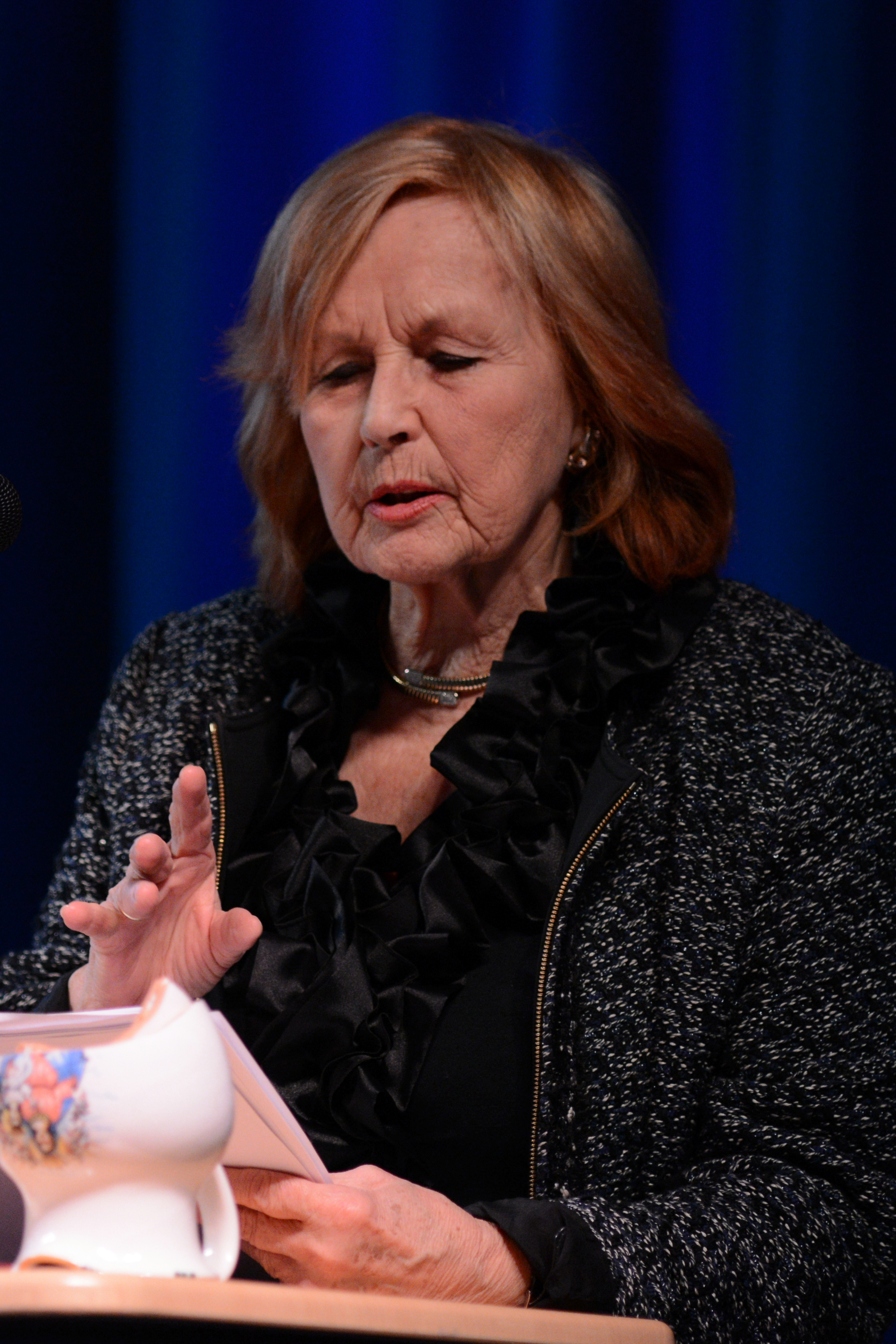
Brigitte Grothum, 2013 (bei einer Vorstellung in Duisburg)

Brigitte Kaethe Grothum (* 26. Februar 1935 in Dessau) ist eine deutsche Schauspielerin, Synchronsprecherin, Filmproduzentin und Regisseurin. Sie wirkt seit Mitte der 1950er-Jahre an bislang rund 120 Film- und Fernsehproduktionen mit. Einem breiten Publikum bekannt wurde sie unter anderem in den 1960ern durch mehrere Edgar-Wallace-Verfilmungen sowie von 1976 bis 1991 als eine der Drei Damen vom Grill in der gleichnamigen ARD -Serie. Von 1987 bis 2014 wirkte sie als Produzentin und Regisseurin der Berliner Jedermann-Festspiele.

## Leben

### Herkunft und Ausbildung
Brigitte Grothum wurde 1935 als Tochter des Oberingenieurs Friedrich Wilhelm „Fritz“ Grothum und dessen Ehefrau Margarete Grothum, geborener Autenrieth, in Dessau geboren. Im Alter von 15 Jahren zog sie nach Berlin. Das Abitur absolvierte sie an der Ricarda-Huch-Schule in Berlin-Charlottenburg und begann danach eine Schauspielausbildung bei Marlise Ludwig und Herma Clement.

### Theater

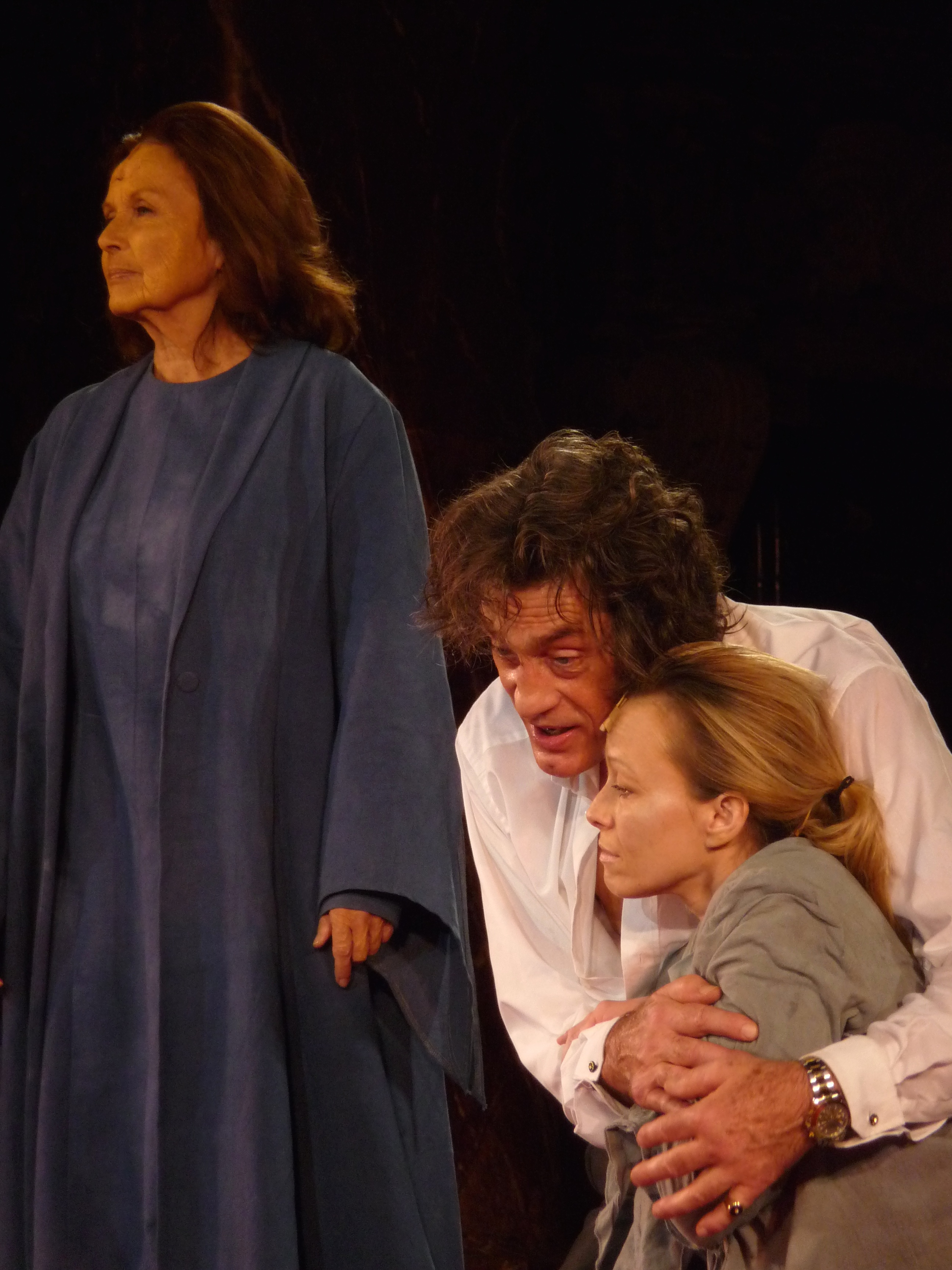
Grothum (links) in Jedermann (2010)

Ab 1956 war Grothum auf Bühnen in Berlin, Hamburg und Zürich sowie bei Film und Fernsehen tätig. Sie spielte Grothum Anfangs hauptsächlich Theater an verschiedenen Berliner Bühnen. 1966 und 1967 trat sie bei den Salzburger Festspielen als Hermia in Shakespeares Ein Sommernachtstraum unter der Regie von Leopold Lindtberg auf. Auch später kehrte sie trotz vieler Engagements in Rundfunk und Film immer wieder an die Bühne zurück. Neben ihren Filmrollen stand Brigitte Grothum auch immer wieder auf deutschen Theaterbühnen, wie 2011 und 2012 in Berlin und Hamburg in der sehr erfolgreichen Theaterproduktion von Kalender Girls. Als Regisseurin inszenierte Grothum 1987 das Mysterienspiel Jedermann von Hugo von Hofmannsthal, das alljährlich im Herbst im Berliner Dom aufgeführt wurde. Sie übernahm auch in allen Aufführungen die allegorische Rolle des Glaubens. Die Berliner Jedermann-Festspiele bestanden bis 2014, stets produziert und inszeniert von Grothum.

### Film und Fernsehen
Im Jahr 1955 gab sie als Dora ihr Filmdebüt in Ulrich Erfurths Filmmelodram Reifende Jugend. Im Jahr darauf spielte sie die Marion in dem Reiter-Drama Das Mädchen Marion. Bekannt wurde Brigitte Grothum 1961 vor allem durch ihre Hauptrolle in der Edgar-Wallace-Verfilmung Die seltsame Gräfin an der Seite von Klaus Kinski, mit dem sie damals auch privat befreundet war. Als weitere Wallace-Adaptionen folgten Das Gasthaus an der Themse und Der Fluch der gelben Schlange. Im Fernsehen war Grothum in über 100 verschiedenen Produktionen zu sehen. Das zeitlich längste Fernsehengagement erlebte sie als Magda Färber in der TV-Vorabendserie Drei Damen vom Grill, in der sie an der Seite von Brigitte Mira, Gabriele Schramm, Günter Pfitzmann und Harald Juhnke spielte. Vom 21. Juni bis zum 2. Juli 2012 verkörperte sie von Folge 30 bis 36 Gertrud Mahlbeck in der ZDF-Telenovela Wege zum Glück – Spuren im Sand und war von Folge 69 bis 74 erneut in dieser Rolle zu sehen.

### Synchronisation
Ab 1957 war die Schauspielerin in der Synchronisation tätig und lieh ihre Stimme prominenten Kolleginnen wie Lee Remick (Sie möchten Giganten sein), Diane Keaton (Der Schläfer), Barbara Eden (Unternehmen Feuergürtel), Virginia Mayo (Maschinenpistolen), Diana Rigg als Emma Peel in Mit Schirm, Charme und Melone oder Debbie Watson als Tammy in der Fernsehserie Tammy, das Mädchen vom Hausboot. In Die Halbstarken synchronisierte sie Karin Baal in ihrer ersten Rolle.

### Privates
Grothum ist die Nichte des deutschen Flugpioniers und ersten deutschen Flugzeugkonstrukteurs Hans Grade. Sie war evangelisch und von 1957 bis 1965 mit dem Dirigenten Carl August Bünte, dem Leiter des Berliner Symphonischen Orchesters, verheiratet. Eine zweite Ehe ging sie mit dem aus Bayern stammenden Orthopäden und Hochschullehrer Manfred Weigert ein, die von 1969 bis zu dessen Tod am 15. Dezember 2019 bestand; aus der Verbindung gingen die zwei Kinder Debora und Tobias hervor. Sie wohnt in Berlin-Nikolassee. Ihre Tochter Debora Weigert ist auch Schauspielerin, ihr Sohn Tobias Weigert wurde Aufnahmeleiter in Berlin. Seit 2021 ist Brigitet Grothum im Stiftungsbeirat der IVQS Stiftung – gegen Altersarmut bei Schauspielern.

## Filmografie (Auswahl)
- 1955: Reifende Jugend
- 1956: Das Mädchen Marion
- 1956: Der erste Frühlingstag
- 1956: Ein Mann muß nicht immer schön sein
- 1957: Die Letzten werden die Ersten sein
- 1957: Lemkes sel. Witwe
- 1958: Mein ganzes Herz ist voll Musik
- 1959: 2 x Adam, 1 x Eva
- 1960: Hexenjagd[11]
- 1960: Lied der Taube[12]
- 1961: Das Wunder des Malachias
- 1961: Die seltsame Gräfin
- 1961: Ihr schönster Tag
- 1962: Der rote Rausch
- 1962: Das Gasthaus an der Themse
- 1962: Die glücklichen Jahre der Thorwalds
- 1963: Der Fluch der gelben Schlange
- 1964: Der Strohhalm[13]
- 1964: Romeo und Julia[14]
- 1966: Die gelehrten Frauen[15]
- 1966: Das ganz große Ding
- 1967: Freitag muss es sein
- 1968: Ein Mann namens Harry Brent
- 1968: Astragal
- 1971: Einer spinnt immer
- 1972: Privatdetektiv Frank Kross – Der Amazonasbericht
- 1973: Tatort – Ein ganz gewöhnlicher Mord
- 1973: Lokaltermin – Fräulein Blaubart
- 1973: Hamburg Transit – Grüner Türke
- 1975: Beschlossen und verkündet – Schüsse im Morgengrauen
- 1976–1991: Drei Damen vom Grill
- 1977: Grete Minde
- 1977: Sonderdezernat K1 – Der Regen bringt es an den Tag
- 1981: Der Alte – Freispruch
- 1981: Ein Fall für zwei (Fernsehserie, Folge Todfreunde)
- 1985: Geschichten aus der Heimat (Fernsehserie) Episode: Die Kastanie
- 1986/1988: Liebling Kreuzberg
- 1989: Bei mir liegen Sie richtig
- 1990–1993: Die Piefke-Saga
- 1993: Ein Job fürs Leben
- 2003: Tausche Firma gegen Haushalt
- 2004: Mörderischer Plan
- 2005: Bettgeflüster & Babyglück
- 2006: Der letzte Zug
- 2006: Willkommen in Lüsgraf
- 2007: Hausmeister Krause – Ordnung muss sein – Ein unmoralisches Angebot
- 2008: Die Anwälte – Glauben
- 2010: Hanna – Folge deinem Herzen
- 2010: Der Kriminalist – Schatten der Vergangenheit
- 2010: Meine wunderbare Familie – …auf neuen Wegen
- 2011: In aller Freundschaft – Fröhliche Weihnacht überall
- 2011: Wunderkinder
- 2012: Wege zum Glück – Spuren im Sand
- 2013: Danni Lowinski – Herzenssache
- 2014: Mein Lover, sein Vater und ich!
- 2014: Notruf Hafenkante – Diebe
- 2016: Die Spezialisten – Im Namen der Opfer – Kleiner Engel
- 2018: Heldt – Elefant vergisst nicht
- 2020: Matze, Kebab und Sauerkraut
- seit 2021: WaPo Berlin (Fernsehserie)

## Theater (Auswahl)
Inszenierungen
- 1986: Südstern-Kirche Berlin-Kreuzberg: „Jedermann“ von Hugo von Hofmannsthal Produktion, Regie: Grothum/Geske
- 1988–1992: Kaiser-Wilhelm-Gedächtniskirche Berlin: „Jedermann“ von Hugo von Hofmannsthal Produktion, Regie
- 1993–2014: Berliner Dom „Jedermann“ von Hugo von Hofmannsthal, Produktion, Regie
- 1993: Hebbel-Theater Berlin: „Nie wieder Köpenick“ U.A. von Dieter Lenz, Produktion, Regie
- 1995: Hebbel-Theater Berlin: „David“ U.A. (Fragment von Bertolt Brecht) Bühnenbearbeitung, Produktion, Regie
- 1997: Theater im Palais am Festungsgraben, Berlin: „Der Millionär und sein Leibwächter“, E.A. von Lew u. Alexander Schargorodski, Produktion, Regie
- 1998: Die Stachelschweine Berlin: „Der Kaiser von Neukölln“ von Horst Pillau, Produktion, Regie
- 1999: Berliner Dom
- 2000: Bambushalle Reinickendorf
- 2001: Hansa-Theater Berlin: „Eine total verrückte Entführung“ von Alain Renaud-Fourton, Regie „Jedermann für Kinder“, Produktion, Bearbeitung, Regie
- 2006: Kirche St. Nikolaus, Berlin-Reinickendorf
- Glaubenskirche Alt-Tempelhof

Gastspiele mit Jedermann:
- 1989 (noch vor dem Mauerfall): Berlin: Marienkirche
- 1991: Berlin: Gethsemanekirche
- 1992/93 Potsdam: Friedenskirche u. Nicolai-Kirche, Cottbus: Oberkirche, Neubrandenburg: Johannes -Kirche, Frankfurt a.d. Oder: Konzerthalle Philipp-Emanuel, Rostock: Marienkirche, Dresden: Christus-Kirche, Leipzig: Nicolai-Kirche
- 1994: Dessau: Marienkirche zur Wiedereröffnung der Marienkirche
- 2004: Schloss Herrenchiemsee, Open-Air-Gastspiel
- 2005: Schwyz (in der Schweiz), Open-Air-Gastspiel
- 2006: Open-Air-Gastspiele in Saarbrücken, vor der Ludwigskirche Koblenz, Deutsches Eck, Rastatt, Residenz Speyer, vor dem historischen Museum Wiesbaden, Schloss Biebrich…

Bühnentätigkeit in Berlin:
- 1954 Debüt: Tempelhofer Zimmertheater: „Die Neuberin“ von Günther Weisenborn, Regie: C. B. Maier, Rolle: Sabinchen; Tribüne: „Die glücklichen Tage“ von Claude André Puget, Regie: Gerd Martienzen, Rolle: Pernette
- 1955/56 Schlossparktheater: „Der Herr Ornifle“ von Jean Anouilh, Regie: Rudolf Steinböck, Rolle: Reporterin; Tribüne: „Hurra für Gina“ von Ronald Alexander, Regie: Frank Lothar, Titelrolle Komödie: „Keine Angst, sie kriegen sich“ von Samuel und Bella Spewack, Regie: Leonard Steckel, Rolle: Susi Komödie: „Schieß mich Tell“ von u. mit Müller und Neuß Komödie: „Die liebe Familie“ von Felicity Douglas, Regie: Erik Ode, Rolle: Tessa Komödie: „Hier bin ich, hier bleib ich“ von Fritz Remónd, Regie: Rolf Kutschera, Rolle: Lucie, Zofe
- 1957/58 Renaissance Theater: „Besuch auf einem kleinen Planeten“ von Gore Vidal, Regie: Ulrich Erfurth, Rolle: Ellen Spelding „Bunbury“ von Oscar Wilde, Regie: Harry Meyen, Rolle: Cecily
- 1958/59 Tribüne: „Der Widerspenstigen Zähmung“ von William Shakespeare, Regie: Alexander Golling, Rolle: Katharina Tribüne: „Blue Jeans“, von James Leo Herlihy, Regie: Ilo v. Janko, Rolle: Janet Tribüne: „Landschaft mit Figuren“ von Wolfgang Hildesheimer, Regie: Hermann Herrey, Rolle: Bettina
- 1960: Renaissance-Theater: „Das Glas Wasser“ von Eugene Scribe, Regie: Paul Verhoeven, Rollen: Abigail und Königin
- 1961 Freie Volksbühne: „Der Großkophta“ von Johann Wolfgang von Goethe, Regie: Gustav Manker, Rolle: Nichte   Hebbel -Theater: „Wer die Wahl hat“ (Jean) von Leslie Bush - Fekete, Regie: Franz-Otto Krüger, Rolle: Krista
- 1962 Tribüne Berlin: „Zeitvertreib“ U.A. von Wolfgang Menge, Regie: Ilo von Janko, Rolle: Karin
- 1968 Berliner Theater: „Das Himmelbett“ von Jan de Hartog, Regie: Henry Simmon, Rolle: Agnes Freie Volksbühne Berlin: „Empfindliches Gleichgewicht“ von Edward Albee, Regie: Oscar Fritz Schuh, Rolle: Christa Berliner Theater: „Wie man Hasen jagt“ von Georges Feydeau, Regie: Eberhard Piper, Rolle: Leontine
- 1971/72: Komödie: „Der Kontrakt“, von Francis Veber, Regie: Christian Wölffer, Rolle: Louise
- 1973: Berliner Theater: „Gaslicht“, von Patrick Hamilton, Regie: Manfred Lisson, Rolle: Bella
- 1974 Renaissance-Theater: „Gemischtes Doppel“, versch. Autoren, zusammengestellt von Anton Rodgers Regie: Karl John, Rollen: Braut, Sheila, Frau, Helen, Ehefrau, Audrey, „Frohe Feste“ von Alan Ayckbourn, Regie: Stefan Behrens, Rolle: Jane Tribüne: „Willkommen“ von Allan Edwall, Regie: Michael Günther, Rolle: Helena
- 1975: Theater am Kurfürstendamm: „Rosa Zeiten“ von Murray Schisgal, Regie: Rolf Henniger, Rolle: Lilly
- 1976: Renaissance-Theater: „Der Herr Ornifle“ von Jean Anouilh, Regie: Heinz Drache, Rolle: Madame Suppo
- 1977/78 „Ländliche Werbung“ von Georg Bernard Shaw, „Minna Magdalena“ von Curt Goetz, Regie: Hans. W. Hamacher, Rollen: „Z“ u. Frau Professor Theater am Kurfürstendamm: „Konfusionen“ von Alan Ayckbourn, Regie: Christian Woelffer, verschiedene Rollen: Renaissance-Theater: „Der Kurschatten“, von Ilka Thimm, Regie: Klaus Wirbitzky, Rolle: Else
- 1979/80 Renaissance Theater: „Omelette Surprise“ von Axel von Ambesser, Regie: Axel von Ambesser, Rolle: Irene. „Bezaubernde Julia“ nach Somerset Maugham, Regie: Horst Heinze, Rolle: Zina. Theater Am Kurfürstendamm: „Festkomitee“ von Alan Ayckbourn, Regie: Rainer Behrend, Rolle: Helen.
- 1981/82: Theater am Kurfürstendamm: „Frohe Ostern“ von Jean Poiret, Regie: Christian Wölffer, Rolle: Sophie
- 1983: Hansa-Theater Berlin: „Die Katze im Sack“ von Georges Feydeau, Regie: Rudolf Geske, Rolle: Marthe
- 1984: Hansa-Theater Berlin: „Arsen und Spitzenhäubchen“ von Joseph Kesselring, Regie: Franz-Otto Krüger, Rolle: Ellen
- 1985: Theater am Kurfürstendamm: „Ein seltsames Paar“ von Neil Simon, Regie: Harald Leipnitz, Rolle: Cecily
- 1986: Renaissance-Theater: „Candid“ von Roberto Guicciardino (nach Voltaire) Regie: Gerhard Klingenberg Rollen: Dame in Lila, Baronesse Kunigunde, die Marquise von Parolignac, u. a.
- 1987: „Der Floh im Ohr“ von Georges Feydeau, Regie: Jiri Menzel, Rolle: Raymonde. „Der Kirschgarten“ von Anton Tschechow, Regie: Ottomar Kreca, Rolle: Carlotta. „Einer muss der Dumme sein“ von Georges Feydeau, Regie: Reinhard Schwabenitzky, Rolle: Clotilde. Komödie am Kurfürstendamm: „Der Neurosenkavalier“ von Gunther Beth, Regie: Claus Biederstaedt, Rolle: Sybille Bast.
- 1990: Hansa Theater Berlin: „Rosenemil“ von Georg Hermann, Regie: Horst Niendorf, Rolle: Brillantenberta
- 1991: Komödie am Kurfürstendamm: „Die Zweite Geige“ Uraufführung von Curth Flatow, Regie: Wolfgang Spier, Rolle: Christa Rademacher
- 1992: Hansa-Theater Berlin: „Der Kaiser vom Potsdamer Platz“ von Horst Pillau, Regie: Horst Niendorf, Rolle: Wally Dreffke
- 1996: Theater am Kurfürstendamm: „Eine schöne Familie“ von Pierre Chesnot, Regie: Folke Braband, Rolle: Helene. Theater am Kurfürstendamm: „Guten Tag, Herr Liebhaber!“, von Horst Pillau, Regie: Manfred Langner, Rolle: Lisa Bach
- 1997/98: Theater am Kurfürstendamm: „Der Witwenclub“ von Ivan Menchell, Regie Wolfgang Spier, Rolle: Ida
- 2001 Berliner Kriminal-Theater: „Die Mausefalle“ von Agatha Christie, Regie: Wolfgang Rumpf, Rolle: Mrs. Boyle Hansa Theater Berlin: „Fisch zu Viert“ von Wolfgang Kohlhaase und Rita Zimmer, Regie: Klaus Gendries, Rolle: Charlotte
- 2002 Komödie: „Der Kaiser vom Alexanderplatz“, von Horst Pillau Regie: Klaus Gendries, Rolle: Wally Dreffke „Eine Bank in der Sonne“ von Ron Clark, Regie: Horst Johanning, Rolle: Adrienne,
- 2004 Theater am Kurfürstendamm Berlin: „die Abenteuer des braven Soldaten Schwejk“ von Max Brod und Hans Reimann, nach Jaroslav Hasek, Regie: Klaus Gendries, Rollen: Frau Palitschek, Frau Müller, Frau Oberst, Bäuerin 50 jähriges Bühnenjubiläum
- 2009 Schlossparktheater: „Es wird Zeit“ von Tom Cole, Regie: Ottokar Runze, Rolle: Sie
- 2011 Schlossparktheater „Arsen und Spitzenhäubchen“ Von Joseph Kesselring, Regie: Ottokar Runze, Rolle: Abby Theater am Kurfürstendamm:„Kalendergirls“ von Tim Firth, Regie: Martin Woelffer, Rolle: Jessie
- 2014: Theater am Kurfürstendamm: „Zille“ von Horst Pillau, Regie: K. Gendries, Rollen: Hulda, Bollenjuste, Arbeiterfrau, Wirtin, Mascha
- 2015 Schlosspark Theater: „Geliebter Lügner“ von Jerome Kilty, Regie: Philip Tiedemann, Rolle: Stella Patrick Campbell
- 2017/2019: Schlossparktheater: Ein gewisser Charles Spencer Chaplin, Daniel Colas, Regie: Rüdiger Wandel, Rolle: Hannah Chaplin
- 2018: Schlossparktheater Berlin: Die Kleinbürgerhochzeit, Bertolt Brecht, Regie: Philip Tiedemann, Rolle: Mutter
- 2019: Schlossparktheater Berlin: M. Claude und seine Töchter, Philippe de Chauveron und Guy Laurent, Regie: Philip Tiedemann, Rolle: Marie Claud
- 2020–2024: Schlossparktheater Berlin: Ein Deutsches Leben (E.A.), Christopher Hampton, Regie: Philip Tiedemann, Rolle: Brunhilde Pomsel, Sekretärin von Joseph Goebbels

Bühnentätigkeit in anderen Städten:
Gastspiele
- 1965: Schauspielhaus Zürich: „Die Räuber“ von Friedrich Schiller, Regie: Werner Düggelin, Rolle: Amalia
- 1966: Schauspielhaus Zürich: „Der Lügner und die Nonne“ von Curt Goetz, Regie: Gerd Westphal, Rolle: Angela
- 1966: Thalia-Theater Hamburg:  „Atlantis“ von Dieter Waldmann, U.A. Regie: Charles Klein, Rolle: Fenice
- 1966: Schauspielhaus Hamburg: „O Wildnis“ von Eugene O. Neill, Regie: Gerhard Klingenberg, Rolle: Muriel
- 1967: Ernst-Deutsch-Theater Hamburg:  „Das Himmelbett“ von Jan de Hartog, Regie: Henry Simmon, Rolle: Agnes
- 1990–1991: Komödie Frankfurt/Main: „Eine schöne Familie“, von Pierre Chesnot, Regie: Carlos Werner, Rolle: Helene
- 2003: Contra-Kreis-Theater Bonn: „Eine Bank in der Sonne“ von Ron Clark, Regie: Horst Johanning, Rolle: Adrienne
- 2004: Theater im Rathaus Essen: „Eine Bank in der Sonne“ von Ron Clark, Regie: Horst Johanning, Rolle: Adrienne
- 2006: Komödie im Winterhuder Fährhaus Hamburg: „Die Abenteuer des braven Soldaten Schwejk“, von Max Brod und Hans Reimann, nach Jaroslav Hasek, Regie: Klaus Gendries, Rollen: Frau Palitschek, Frau Müller, Frau Oberst, Bäuerin

- 2007: Komödie Frankfurt/Main: „Herbstzeitlose“ von Andreas Fritjof, Regie. Wolfgang Spier, Rolle: Agnes
- 2008: Komödie im Winterhuder Fährhaus Hamburg: „Eine Bank in der Sonne“, von Ron Clark, Regie: Horst Johanning, Rolle: Adrienne
- 2010: Theater im Rathaus Essen: „Ein Goldjunge für Emily“ Von Folker Bohnet u. Alexander Alexy UA, Regie: Folker Bohnet, Rolle: Emily
- 2012: Komödie im Winterhuder Fährhaus Hamburg: „Kalendergirls“ von Tim Firth, Regie: Martin Wölffer, Rolle: Jessie
- 2013: Neuwied Gastspiel Konzertdirektion Landgraf:  „Ein Goldjunge für Emily“ Von Folker Bohnet u. Alexander Alexy, Regie: Folker Bohnet, Rolle: Emily
- 2016: Hamburg Komödie Winterhuder Fährhaus: „In alter Frische“ von Stefan Vögel, Regie: Marcus Ganser,  Rolle: Charlotte Kerr

Tourneen
- 1957: Tour durch Südamerika (Komödie Berlin): „Junger Herr für Jenny“ von William Douglas Home Regie: John Olden, Rolle: Jenny; „Ich brauche Dich“ von Hans Schweikart Regie: John Olden, Rolle: Haushälterin; „Die Hose“ von Carl Sternheim Regie: John Olden, Rolle: Luise
- 1999: Tournee durch Deutschland und die Schweiz (Tourneetheater am Kurfürstendamm): „Guten Tag Herr Liebhaber“ von Horst Pillau, Regie: Manfred Langner, Rolle: Lisa Bach
- 2000: Tournee durch Deutschland, Österreich und die Schweiz (Tourneetheater am Kurfürstendamm): „Olympia“ von Franz Molnar, Regie: Gerhard Tötschinger, Rolle: Eugenie
- 2003–2005: Tournee durch Deutschland und die Schweiz (Konzertdirektion Landgraf): „Quartetto“ von Ronald Harwood, Regie: Daniel Ris, Rolle: Jean Horton
- 2003–2005: Tournee durch Deutschland und die Schweiz (Tourneetheater Komödie Berlin): „Der Kaiser vom Alexander-Platz“, von Horst Pillau Regie: Klaus Gendries, Rolle: Wally Dreffke
- 2003–2005: Tournee durch Deutschland und die Schweiz (Komödie Berlin, Tourneetheater): „Eine Bank in der Sonne“, von Ron Clark, Regie: Horst Johanning. Rolle: Adrienne
- 2012: Tournee durch Deutschland (Tourneetheater Thespiskarren): „Ein Goldjunge für Emily“ Von Folker Bohnet u. Alexander Alexy, Regie: Folker Bohnet, Rolle: Emily
- 2015: Tourneetheater Komödie Berlin: In alter Frische von Stefan Vögel Regie: Marcus Ganser Rolle: Elisabeth Kerr

Festspiele:
- 1964: Salzburger Festspiele: „Mitternachtsmarkt“ Musical von Paul Willems, Regie: Werner Düggelin, Rolle: Anna; „Die Ballade von Peckham Rye“ von Muriel Spark, Regie: Paul Bycicki, Rolle: Elaine Kent
- 1965–67: Salzburger Festspiele: „Ein Sommernachtstraum“ von William Shakespeare, Regie: Leopold Lindtberg, Rolle: Hermia
- 1968: Forchtensteiner Grillparzer-Festspiele (Burgenland):  „Des Meeres und der Liebe Wellen“ von Franz Grillparzer Regie: Peter Weck, Rolle: Hero
- 1980–1981: Festspiele Heppenheim: „Jedermann“ Hugo v. Hofmannsthal, Regie: Hans Richter, Rolle: Glaube; „Tartuffe“ von Jean Baptist Moliere, Regie: Folker Bohnet, Rolle: Elmire
- 2016–2017: Bad Hersfelder Festspiele: Hexenjagd von Arthur Miller, Regie: Dieter Wedel, Rolle: Rebecca Nurse
- 2016: Bad Hersfelder Festspiele: Hexenjagd (Inszenierung: Dieter Wedel)[16]
- 2018: Bad Hersfelder Festspiele: Shakespeare in Love, Marc Norman und Tom Stoppard, Bühnenfassung von Lee Hall, Regie: Antoine Uitdehaag, Rolle: Königin Elisabeth; Lenas Geheimnis, Franziska Reichenbacher, Regie: Franziska Reichenbacher, Rolle: OMA
- 2019: Bad Hersfelder Festspiele: Shakespeare in Love, Marc Norman und Tom Stoppard, Bühnenfassung von Lee Hall, Regie: Antoine Uitdehaag, Rolle: Königin Elisabeth

## Hörspiele
- 2014: Marguerite Duras: La Musica (Dame an der Rezeption) – Regie: Kai Grehn (Hörspiel – SR/RBB)

## Synchronrollen (Auswahl)
Quelle: Deutsche Synchronkartei
| Schauspielerin     | Film/Serie                                    | Rolle                |
| ------------------ | --------------------------------------------- | -------------------- |
| Angie Dickinson    | Jessica                                       | Jessica              |
| Angie Dickinson    | Mohn ist auch eine Blume                      | Linda Benson         |
| Ann Bell           | Die Abrechnung                                | Rosemary Marler      |
| Anna Massey        | Frenzy                                        | Babs Milligan        |
| Anne Maxwell       | Sherlock Holmes und Dr. Watson (Fernsehserie) | Susan Taunton        |
| Barbara Bosson     | Unternehmen Capricorn                         | Alva Leacock         |
| Barbara Bouchet    | Milano Kaliber 9                              | Nelly Bordon         |
| Barbara Colby      | California Split                              | Empfangsdame         |
| Barbara Eden       | Unternehmen Feuergürtel                       | Lt. Cathy Connors    |
| Carmel Johnson     | A 2nd Chance (Synchro 2015)                   | Beverly Teague       |
| Carol Lynley       | Drei Mädchen in Madrid                        | Maggie Williams      |
| Carolyn Hennesy    | Dance–Off                                     | Mary                 |
| Danik Patisson     | Zu heiß zum Anfassen                          | Lilliane Decker      |
| Diane Keaton       | Der Schläfer                                  | Luna Schlosser       |
| Dolores Hart       | Gold aus heißer Kehle                         | Susan Jessup         |
| Dolores Hart       | Mein Leben ist der Rhythmus                   | Nellie               |
| Eva Gabor          | Aristocats                                    | Duchesse             |
| Gemma Jones        | Spooks – Im Visier des MI5 (Fernsehserie)     | Connie James         |
| Gretchen Corbett   | Abschied von Manzanar                         | Lois Ames            |
| Jean Arthur        | Immer mehr, immer fröhlicher                  | Connie Milligan      |
| Jennifer Rhodes    | Ally McBeal (Fernsehserie)                    | Gladys               |
| Joan Lorring       | Hier irrte Scotland Yard                      | Lottie               |
| Karin Baal         | Die Halbstarken                               | Sissy Bohl           |
| Katherine Justice  | Mord nach Rezept                              | Joan Hudson          |
| Kyoko Ai           | Frankenstein und die Monster aus dem All      | Königin von Kilaak   |
| Laura Antonelli    | Musketier mit Hieb und Stich                  | Pauline Gosselin     |
| Lola Albright      | Starsky und Hutch (Fernsehserie)              | Lola Turkel          |
| Margaret Tallichet | Die ewige Eva                                 | Gloria Pennington    |
| Rita Tushingham    | Doktor Schiwago                               | Das Mädchen          |
| Sarah Branch       | Das Schwert des Robin Hood                    | Lady Marian          |
| Stéphane Audran    | La Gitane – Nichts als Ärger mit den Frauen   | Brigitte             |
| Susan Clark        | Blutige Spur                                  | Dr. Elizabeth Arnold |
| Sylva Koscina      | Manche mögen’s geheim                         | Vlasta Simoneva      |
| Yvonne De Carlo    | Bonanza (Fernsehserie)                        | Lotta Crabtree       |
| Yvonne Furneaux    | Champagner–Mörder                             | Christine            |

## Auszeichnungen
- 1988: Verdienstorden des Landes Berlin verliehen vom Bürgermeister der Stadt Berlin Eberhard Diepgen
- 2000: Bundesverdienstkreuz am Bande
- 2004: Goldener Iffland-Taler des Berliner Theaterclubs für ihr Engagement bei den Jedermann-Festspielen in Berlin
- 2006: Berliner Bär (B.Z.-Kulturpreis)
- 2021: Ehrendarstellerpreis des Eat My Shorts – Hagener Kurzfilmfestivals
- 2024: Askania Award für ihr Lebenswerk